# Casa de Vergy

Brazão de armas de Vergy

A Casa de Vergy é uma das mais antigas famílias francesas nobres, uma dinastia cadete relacionada ao Reino da Borgonha da dinastia merovíngia do século V, atestada desde o século IX.
Várias ex-famílias e titulares sucederam-se até o século XI na casa de Vergy, cujos possíveis elos permanecem controversos, com diferentes autores dando versões diferentes. A última família conhecida por esse nome é atestada a partir do final do século XI. Ele formou várias filiais, estabelecidas na Borgonha e em Franco-Condado, e morreu em 1630 com seu último representante, da filial de Champvent e Champlitte. O senhorio de Vergy e seu castelo deixaram a casa de Vergy em 1199 em favor dos duques da Borgonha, pelo casamento de Alix de Vergy (nascido em torno de 1180—1252) com o duque Eudes III da Borgonha (1166—1218).